# Шефилд (Айова)
Вижте пояснителната страница за други значения на Шефилд.
Шефилд (на английски: Sheffield) е малък американски град в окръг Франклин, щата Айова. Населението му е 1118 души (по приблизителна оценка за 2017 г.).